# Albert Wendt
Pour les articles homonymes, voir Wendt.
Albert Wendt, né le 27 octobre 1939 à Apia, est un poète et écrivain samoan.
Il obtint une maîtrise d'histoire à l'Université Victoria de Wellington, Nouvelle-Zélande, à l'époque où les Samoa étaient gouvernées par la Nouvelle-Zélande.
Son premier roman, Sons For The Return Home (1973) fut « immédiatement acclamé comme un chef-d’œuvre, et établit un modèle suivi ensuite par de nombreux écrivains néo-zélandais ». Histoire d'amour inter-ethnique, le roman explore le racisme et la sexualité, combinant une diversité de styles littéraires et intégrant un langage familier.
De 1974 à 1977, il enseigna à l'Université du Pacifique Sud aux Fidji, puis retourna aux Samoa et participa à la mise en place d'un campus samoan de cette université. Il travailla avec le magazine littéraire Mana, et édita des collections de poèmes écrits par des poètes fidjiens, samoans, ni-Vanuatu et salomonais.
En 1980, il obtint le Prix Montana pour son ouvrage Leaves of the Banyan Tree (Les Feuilles du banyan). Il prit la tête du département de littérature à l'Université du Pacifique Sud, puis du département des études du Pacifique à l'Université d'Auckland. De 1988 à 2006, il y fut professeur émérite de littérature néo-zélandaise et du Pacifique. En 2001, il fut décoré Compagnon de l'Ordre du Mérite de la Nouvelle-Zélande, en reconnaissance de ses services à la littérature.
En 2013, il fut nommé membre de l'Ordre de la Nouvelle-Zélande, l'ordre le plus prestigieux du pays, limité à vingt membres vivants.

## Critiques et liens externes
- Notices d'autorité :   - VIAF
  - ISNI
  - BnF (données)
  - IdRef
  - LCCN
  - GND
  - Japon
  - CiNii
  - Pays-Bas
  - Israël
  - NUKAT
  - Australie
  - Tchéquie
  - WorldCat
- Loxias n° 25, « Littératures du Pacifique »